# Norwegische Leichtathletik-Meisterschaften 2020
Die Norwegischen Leichtathletik-Meisterschaften 2020 werden vom 18. bis 20. September im Fana Stadion in Bergen ausgetragen. Ursprünglich sollten sie wegen der Olympischen Spiele schon im Juni vom 19. bis 21. stattfinden, wurden aber auf Grund der Covid-19-Pandemie auf den Herbst verschoben.